# Statistischer Stadtbegriff
Mit Hilfe des statistischen Stadtbegriffs werden ländliche Siedlungen von Städten unterschieden.
Der als statistischer Stadtbegriff festgelegte Wert unterscheidet sich in den Ländern der Welt teilweise erheblich. Während in Island eine Siedlung von 200 Einwohnern bereits als Stadt gilt, benötigt man in Japan 50.000 Einwohner.
In Deutschland unterscheidet man zusätzlich nach Einwohnergrößenklassen: 
Städte mit einer Anzahl von
- 2.000 bis 5.000 Einwohnern gelten als Landstädte[1][2],
- 5.000 bis 20.000 Einwohnern gelten als Kleinstädte[3],
- 20.000 bis 100.000 Einwohnern gelten als Mittelstädte[4],
- 100.000 bis 1.000.000 Einwohnern gelten als Großstädte[5],
- mehr als 1.000.000 Einwohnern werden als Millionenstädte bezeichnet.